# Dwayne Polee
Dwayne L. Polee (Los Angeles, 2 marzo 1963) è un ex cestista, allenatore di pallacanestro e dirigente sportivo statunitense, professionista nella NBA e in Messico.

## Carriera
È stato selezionato dai Los Angeles Clippers al terzo giro del Draft NBA 1986 (54ª scelta assoluta).

## Palmarès
- McDonald's All-American Game (1981)